# Forma de viure a Andorra

## L'economia
Les Principals activitats econòmiques d'Andorra durant el s. XIX, com a la resta de zones de l'alta muntanya pirinenca, estaran centrades en el sector primari, especialment la ramaderia.
L'agricultura tradicional estava condicionada i limitada, ja que calia destinar una gran quantitat de terreny a la producció d'herba per a poder alimentar al bestiar gros durant els mesos d'hivern.
Tant a les parts altes, on el rigor del clima dificulta altres tipus de conreu, com en fons de les valls, en terrenys situats a la vora dels rius per poder practicar l'imprescindible regadiu, les prades ocupaven bona part del territori.
El Manual digest al segle xiii ens diu que la principal producció agrícola de les Valls era l'herba i que la de cereals i sègol arribava principalment per cobrir el consum intern.

## La Casa, més que un edifici
La Casa —família— és a Andorra al segle xix el nucli bàsic que regia tota la vida social i econòmica. La conservació del patrimoni familiar i la continuació de la casa són la base de l'organització social i la producció. Segons una definició de Ramon Violant i Simorra, seria una comunitat que "menja, viu i treballa en una mateixa llar per a procurar conservar en tot moment els béns heretats". L'organització de la familia té la seva base en els capítols matrimonials o contracte de casament.

## Una societat patriarcal
Aquesta organització patriarcal tradicional de la societat estava per tant basada en la casa i regulada pel dret català. L'autoritat del cap de casa era indiscutible, tots- muller, fills, fadrins i criats-, inclòs el fill hereu, la respecten.
També en l'àmbit polític, ja que fins ben entrat el s. XX seran els únics que poden participar-hi, tant a nivell d'electors, com assumint càrrecs de responsabilitat.
En el règim tradicional d'Andorra, un conjunt d'homes armats de cada parròquia conforma el sometent, un força armada responsable del manteniment d l'ordre, dita també milícia.

## La importància de la dona en la casa
La figura de la dona era de submissió a l'autoritat del cap de casa i igual que la resta de components de la família, no podrà participar en la vida política del país. Si bé això és cert, seria erroni minimalitzar el paper de la dona en el conjunt de la societat tradicional.
En una economia de subsistència, és ella la peça clau de l'administració de la casa i l'organització dels actes socials principals: festa major, matança del porc, casament, bateig, defunció. Té cura de l'educació dels fills, de les feines domèstiques en el més ampli sentit, com ara és ocupar-se del bestiar, l'hort, etc. Filarà la llana i confeccionarà i adaptarà els vestits per a tots els membres de la casa i durant els períodes de molta feina ajudarà plenament en les tasques agrícoles.

## La protecció a les Valls d'Andorra[2]
Durant segles, les Valls d'Andorra no van tenir la necessitat de crear un cos professional de policia per mantenir l'ordre, protegir els habitants i vetllar per la seguretat.
El 1472 els Veguers dels coprinceps Pere de Cardona i Francesc I de Foix facultaren al Consell de la Terra per dotar de plens poders per defensar el país en cas de guerra o incursions de malfactors, un segle més tard el 1570 el Tribunal de Corts disposà que tots els caps de casa havien de posseir una arma de foc i romandre a la disposició del capità per perseguir a malfactors.
El Capità (Cap del sometent) i el Desener (Lloctinent del Capità), són figures que a l'hora actual han quedat obsoletes. Això no vol dir però, que en casos excepcionals i sempre que no hi hagi suficients efectius de la Policia, sigui possible la mobilització dels homes de les Parròquies fins a l'edat de 60 anys, essent el Consell de Comú l'òrgan que els recluta.